# Danmarks Næste Topmodel (mùa 4)
Mùa thứ tư của Danmarks Næste Topmodel. Chương trình khởi chiếu vào 19 tháng 9 năm 2013.
Điểm đến quốc tế của mùa này là Paris cho top 8.
Người chiến thắng của màu này là Louise Mikkelsen, 20 tuổi từ Odense. Cô đã nhận được các giải thưởng của mình là: 1 hợp đồng người mẫu với Unique Models và lên ảnh bìa tạp chí cùng 6 trang biên tập cho Cover.

## Các thí sinh
(Tuổi tính từ ngày dự thi)
| Thí sinh           | Tuổi | Chiều cao               | Quê quán    | Bị loại ở | Hạng  |
| ------------------ | ---- | ----------------------- | ----------- | --------- | ----- |
| Klara Lau          | 15   | 1,73 m (5 ft 8 in)      | Odense      | Tập 2     | 15    |
| Petronelle Schulz  | 19   | 1,71 m (5 ft 7+1⁄2 in)  | Nakskov     | Tập 3     | 14-13 |
| Sille Rieck        | 15   | 1,75 m (5 ft 9 in)      | Odense      | Tập 3     | 14-13 |
| Rebecca Rovsing    | 17   | 1,73 m (5 ft 8 in)      | Hvidovre    | Tập 4     | 12    |
| Andrea Helander    | 24   | 1,71 m (5 ft 7+1⁄2 in)  | Copenhagen  | Tập 5     | 11    |
| Amalie Egemose     | 15   | 1,79 m (5 ft 10+1⁄2 in) | Horsens     | Tập 6     | 10-9  |
| Mette Christensen  | 16   | 1,76 m (5 ft 9+1⁄2 in)  | Espergræde  | Tập 6     | 10-9  |
| Anne Holth         | 17   | 1,82 m (5 ft 11+1⁄2 in) | Odense      | Tập 7     | 8     |
| Josephine Jacobsen | 19   | 1,81 m (5 ft 11+1⁄2 in) | Greve       | Tập 8     | 7     |
| Amanda Elfving     | 19   | 1,74 m (5 ft 8+1⁄2 in)  | Randers     | Tập 9     | 6-5   |
| Caroline Sebber    | 16   | 1,80 m (5 ft 11 in)     | Aarhus      | Tập 9     | 6-5   |
| Anne-Kathrine Bach | 15   | 1,74 m (5 ft 8+1⁄2 in)  | Aalborg     | Tập 10    | 4     |
| Caroline Hollitsch | 15   | 1,77 m (5 ft 9+1⁄2 in)  | Aarhus      | Tập 10    | 3-2   |
| Catrine Juhl       | 16   | 1,77 m (5 ft 9+1⁄2 in)  | Albertslund | Tập 10    | 3-2   |
| Louise Mikkelsen   | 20   | 1,78 m (5 ft 10 in)     | Odense      | Tập 10    | 1     |

## Các tập

### Tập 1
Khởi chiếu: 19 tháng 9 năm 2013
20 thí sinh bán kết được đưa tới biệt thự Odd Fellow ở Copenhagen để bắt đầu cuộc thi. Họ đã được gặp ban giám khảo và đã có một buổi phỏng vấn với họ. Sau khi tất cả đã phỏng vấn xong, ban giám khảo đã quyết định sẽ chia tay 3 cô gái ra khỏi cuộc thi.
Ngày hôm sau, 17 thí sinh còn lại đã có buổi chụp hình đầu tiên trong trang phục quân đội. Vào buổi đánh giá đầu tiên, 15 cô gái đã được chọn và sẽ bước vào cuộc thi nhưng với Louise thì cô chính là người có tấm ảnh đẹp nhất tuần.
- Nhiếp ảnh gia: Sean McMenomy

### Tập 2
Khởi chiếu: 26 tháng 9 năm 2013
15 cô gái được di chuyển tới căn hộ của mình và ngay sau đó, Caroline đã yêu cầu các cô gái từ nay luôn viết nhật ký về những ngày của mình trong cuộc thi. Ngày hôm sau, họ được đưa tới tiệm salon của Mike Nielsen & Kristinn Óli Hrolfsson cho diện mạo mới của mình.
Ngày tiếp theo, họ được đưa tới nhà máy đóng thịt Kødbyen cho buổi chụp hình tiếp theo hóa thân thành những hipster thời trang đang đi trên đường. Vào buổi đánh giá ngày hôm sau với sự xuất hiện giám khảo khách mời là Mike Nielsen & Kristinn Óli Hrolfsson, Catrine là người có tấm ảnh đẹp nhất tuần nên sẽ nhận được một chiếc khăn quàng lông thú, còn Klara là thí sinh đầu tiên bị loại.
- Nhiếp ảnh gia: Nicky De Silva
- Khách mời đặc biệt: Mike Nielsen, Kristinn Óli Hrolfsson

### Tập 3
Khởi chiếu: 3 tháng 10 năm 2013
14 cô gái còn lại được Christiane và chuyên gia đào tạo Gitte Salling đánh thức dậy sớm và đưa tới trung tâm đào tạo Energii để tập thể dục. Quay về căn hộ, họ đã bất ngờ khi gặp Jesper và chuyên gia đào tạo catwalk, J. Alexander, và họ đã có thử thách catwalk trong căn hộ và kết quả là Caroline H, Catrine & Josephine là 3 người làm tốt nhất nên họ sẽ có thử thách cuối cùng là tham gia vào buổi trình diễn thời trang cho Stylepit, Josephine chiến thắng thử thách và nhận được 1 chiếc túi xách từ Marc Jacob.
Ngày hôm sau, họ đã có buổi chụp hình tiếp theo là ảnh quảng cáo cho Tresemmé tại đằng sau hậu trường. Vào buổi đánh giá ngày tiếp theo với sự xuất hiện giám khảo khách mời là J. Alexander, Caroline H. là người có tấm ảnh đẹp nhất tuần nên ảnh của cô sẽ là ảnh quảng cáo cho Tresemmé, còn Petronelle & Sille rơi vào cuối bảng và Caroline thông báo rằng cả 2 là thí sinh tiếp theo bị loại.
- Nhiếp ảnh gia: Sune Czajkowski
- Khách mời đặc biệt: Gitte Salling, J. Alexander

### Tập 4
Khởi chiếu: 10 tháng 10 năm 2013
12 cô gái còn lại đã được Christiane đưa tới một trường học làm đẹp để học về cách trang điểm trước khi có thử thách casting cho sôcôla Kinder Bueno theo cặp, Louise chiến thắng thử thách và nhận được 12 đôi giày từ Amust.
Ngày hôm sau, các cô gái đã có một buổi quay video âm nhạc cho ca sĩ Johnson, Ryge og Knep. Vào buổi đánh giá ngày tiếp theo, Anne là người có màn thể hiện tốt nhất tuần còn Rebecca là thí sinh tiếp theo bị loại.
- Khách mời đặc biệt: Lasse Pedersen, Liv Wither, Christophe Dolcerocca, Johnson

### Tập 5
Khởi chiếu: 17 tháng 10 năm 2013
11 cô gái còn lại được Christiane hướng dẫn về cách thể hiện cá tính của mình và cô sau đó đọc nhật kí cuộc thi của từng người một. Sau đó, họ phải mặc một bộ đồ thích hợp với họ nhất để gặp gỡ với người mẫu Christel Winther và kêu gọi mọi người đến mua bộ đồ họ đang mặc, Amanda chiến thắng thử thách và nhận được 1 chiếc ví da từ Carlend Copenhagen. 
Ngày hôm sau, họ đã có buổi chụp hình tiếp theo hóa thân thành người phụ nữ từ các nước khác nhau và họ đang ăn món ăn truyền thống của nước đó. Vào buổi đánh giá ngày tiếp theo, Caroline H. là người có tấm ảnh đẹp nhất tuần còn Andrea là thí sinh tiếp theo bị loại.
- Khách mời đặc biệt: Christel Winther

### Tập 6
Khởi chiếu: 24 tháng 10 năm 2013
10 cô gái còn lại đã có một buổi học tạo dáng theo điệu nhảy Vogue từ Benny Ninja & Christiane trước khi bước vào thử thách quay video giới thiệu cho Unique Models, Amanda chiến thắng thử thách và cô chọn Anne để nhận giải thưởng là 1 bộ trang sức trị giá 22.498kr từ Jewlscph. Quay về căn hộ, họ đã có một buổi nói chuyện với Oliver & Jesper về những thứ liên quan tới người mẫu.
Ngày hôm sau, họ được đưa tới nhà hát Hoàng gia Đan Mạch cho buổi chụp hình tiếp theo hóa thân thành vũ công balê cùng với 4 người mẫu nam. Vào buổi đánh giá ngày tiếp theo với sự xuất hiện giám khảo khách mời là Benny Ninja, các cô gái được yêu cầu phải tạo 3 kiểu dáng trước mặt ban giám khảo và Caroline thông báo rằng những ai vượt qua được buổi loại trừ này sẽ được bay đến Paris. Kết quả là Anne-Katherine là người có tấm ảnh đẹp nhất tuần còn Amalie & Mette là 2 thí sinh tiếp theo bị loại.
- Nhiếp ảnh gia: Bjarke Johansen
- Khách mời đặc biệt: Mai Manniche, Benny Ninja

### Tập 7
Khởi chiếu: 31 tháng 10 năm 2013
8 cô gái còn lại được đưa tới Paris và ngay sau khi đáp xuống sân bay, Jesper gặp họ và thông báo rằng họ ngay lập tức có thử thách casting cho 3 nơi: quản lí người mẫu Woman Management, C’est La Vie và một nhiếp ảnh gia. Anne-Katherine chiến thắng thử thách và nhận được rất nhiều quần áo ngay sau khi các cô gái bước vào căn hộ mới của mình.
Ngày hôm sau, họ đã có buổi chụp hình tiếp theo trong phong cách haute couture trước những địa danh nổi tiếng của Paris. Vào buổi đánh giá ngày tiếp theo, Catrine là người có tấm ảnh đẹp nhất tuần còn Anne là thí sinh tiếp theo bị loại.
- Khách mời đặc biệt: Audrey Vilain

### Tập 8
Khởi chiếu: 7 tháng 11 năm 2013
7 cô gái còn lại đã có một bữa nửa buổi sáng trong khi Caroline cùng với J. Alexander đang nhìn họ qua camera để giúp họ cách cư xử chính xác khi ra ngoài. Sau đó, họ được gặp Christiane & Malene Malling từ tạp chí Cover tại cửa hàng thời trang Zodiag & Voltaire cho thử thách tiếp theo là họ phải viết 1 trang blog trong khi lựa chọn 1 bộ đồ phù hợp với mình trong 10 phút, Caroline S. chiến thắng thử thách và bài blog của cô sẽ được đăng lên trang web Cover.dk.
Ngày hôm sau, họ đã có buổi chụp hình tiếp theo hóa thân thành cô gái đang rửa xe. Vào buổi đánh giá sau khi các cô gái quay về Copenhagen, Caroline S. là người có tấm ảnh đẹp nhất tuần còn Josephine là thí sinh tiếp theo bị loại.
- Nhiếp ảnh gia: Sune Czajkowski
- Khách mời đặc biệt: J. Alexander, Malene Malling

### Tập 9
Khởi chiếu: 14 tháng 11 năm 2013
6 cô gái còn lại được Uffe & Malene Malling giải thích về sự khác nhau giữa thời trang cao cấp và quảng cáo trước khi có thử thách tạo dáng trong trang phục theo kiểu thời trang cao cấp và theo kiểu quảng cáo trong 60 phút, Louise chiến thắng thử thách và nhận được 1 bộ váy haute couture.
Ngày hôm sau, họ đã có buổi chụp hình tiếp theo là ảnh chân dung vẻ đẹp với hoa xung quanh họ. Vào buổi đánh giá ngày tiếp theo, Caroline H. là người có tấm ảnh đẹp nhất tuần còn Amanda & Caroline S. là 2 thí sinh tiếp theo bị loại.
- Nhiếp ảnh gia: Sean McMenomy
- Khách mời đặc biệt: Malene Malling

### Tập 10
Khởi chiếu: 21 tháng 11 năm 2013
4 cô gái còn lại được gặp ban giám khảo tại khu vui chơi Tivoli Garden cho thử thách cuối cùng là quảng cáo về khu vui chơi này trước khi họ sẽ có thời gian vui vẻ tại khu vui chơi, Catrine chiến thắng thử thách và nhận được 1 chiếc đồng hồ kim cương nhưng Oliver còn thông báo rằng là sẽ có một người phải ra về và kết quả là Anne-Katherine là thí sinh cuối cùng bị loại.
Ngày hôm sau, 3 cô gái còn lại đã có buổi chụp hình cuối cùng là ảnh bìa tạp chí Cover. Sau đó, họ đã có một bữa tối cùng với Caroline & Jacqueline. Ngày tiếp theo, họ được gặp lại những cô gái bị loại trước đó cùng cùng với người thân của họ trước khi bước vào buổi trình diễn thời trang cuối cùng trong phòng đánh giá qua ca khúc mới nhất của ca sĩ Eliza Doolittle. Vào buổi đánh giá cuối cùng, Louise trở thành quán quân thứ tư của Danmarks Næste Topmodel.
- Nhiếp ảnh gia: Rasmus Skousen
- Khách mời đặc biệt: Malene Malling, Jacqueline Friis-Mikkelsen, Eliza Doolittle

## Thứ tự gọi tên
| 1  | Louise      | Amanda      | Josephine        | Louise      | Caroline H. | Caroline S.  | Anne-K.     | Caroline S. | Louise             | Louise              |  |  |  |  |  |  |  |  |  |  |  |
| 2  | Rebecca     | Josephine   | Caroline S.      | Amanda      | Caroline S. | Anne-K.      | Catrine     | Anne-K.     | Anne-K.            | Caroline H. Catrine |  |  |  |  |  |  |  |  |  |  |  |
| 3  | Amanda      | Andrea      | Rebecca          | Anne-K.     | Louise      | Amanda       | Amanda      | Catrine     | Caroline H.        | Caroline H. Catrine |  |  |  |  |  |  |  |  |  |  |  |
| 4  | Caroline H. | Catrine     | Catrine          | Anne        | Anne        | Louise       | Louise      | Louise      | Catrine            | Anne-K.             |  |  |  |  |  |  |  |  |  |  |  |
| 5  | Josephine   | Caroline H. | Anne-K.          | Caroline H. | Anne-K.     | Caroline H.  | Josephine   | Amanda      | Amanda Caroline S. |                     |  |  |  |  |  |  |  |  |  |  |  |
| 6  | Catrine     | Louise      | Louise           | Catrine     | Amanda      | Anne         | Caroline H. | Caroline H. | Amanda Caroline S. |                     |  |  |  |  |  |  |  |  |  |  |  |
| 7  | Caroline S. | Amalie      | Caroline H.      | Josephine   | Mette       | Catrine      | Caroline S. | Josephine   |                    |                     |  |  |  |  |  |  |  |  |  |  |  |
| 8  | Anne-K.     | Caroline S. | Amanda           | Amalie      | Catrine     | Josephine    | Anne        |             |                    |                     |  |  |  |  |  |  |  |  |  |  |  |
| 9  | Mette       | Anne-K.     | Andrea           | Andrea      | Josephine   | Amalie Mette |             |             |                    |                     |  |  |  |  |  |  |  |  |  |  |  |
| 10 | Andrea      | Anne        | Anne             | Caroline S. | Amalie      | Amalie Mette |             |             |                    |                     |  |  |  |  |  |  |  |  |  |  |  |
| 11 | Petronelle  | Mette       | Amalie           | Mette       | Andrea      |              |             |             |                    |                     |  |  |  |  |  |  |  |  |  |  |  |
| 12 | Anne        | Rebecca     | Mette            | Rebecca     |             |              |             |             |                    |                     |  |  |  |  |  |  |  |  |  |  |  |
| 13 | Klara       | Petronelle  | Petronelle Sille |             |             |              |             |             |                    |                     |  |  |  |  |  |  |  |  |  |  |  |
| 14 | Amalie      | Sille       | Petronelle Sille |             |             |              |             |             |                    |                     |  |  |  |  |  |  |  |  |  |  |  |
| 15 | Sille       | Klara       |                  |             |             |              |             |             |                    |                     |  |  |  |  |  |  |  |  |  |  |  |

     Thí sinh có tấm ảnh đẹp nhất
     Thí sinh bị loại trước phòng đánh giá
     Thí sinh bị loại
     Thí sinh chiến thắng cuộc thi
- Mỗi vị trí của người mẫu trong thứ tự gọi tên không phản ánh việc họ thực hiện tốt như thế nào trong các buổi chụp ảnh. Tuy nhiên, hai thí sinh cuối bảng đại diện cho các thí sinh tệ nhất có nguy cơ bị loại.
- Trong tập 3, Petronelle & Sille đều bị loại khi họ rơi vào cuối bảng
- Trong tập 4, Andrea đã không tham gia buổi chụp ảnh.
- Trong tập 6, Amalie, Josephine & Mette rơi vào cuối bảng. Caroline F. đưa bức ảnh cuối cùng cho Josephine và loại Amalie & Mette.
- Trong tập 9, Amanda & Caroline S. rơi vào cuối bảng. Caroline F. tiết lộ rằng không ai trong số họ sẽ bước vào trận chung kết.
- Trong tập 10, Anne-Kathrine đã bị loại ở phần thử thách quảng cáo sau khi được coi là tệ nhất. Ba thí sinh còn lại vẫn còn trong cuộc thi và sẽ cạnh tranh trong chung kết.

### Buổi chụp hình
- Tập 1: Tạo dáng trong trang phục quân đội (casting)
- Tập 2: Hipster thời trang ở nhà máy đóng thịt Kødbyen
- Tập 3: Ảnh chân dung vẻ đẹp ở đằng sau hậu trường cho TRESemmé
- Tập 4: Video âm nhạc: Ryge og Knep - Johnson
- Tập 5: Phụ nữ nước ngoài với món ăn truyền thống của họ
- Tập 6: Vũ công balê hoàng gia với người mẫu nam
- Tập 7: Haute couture trước ánh nhìn của Paris
- Tập 8: Các cô gái rửa xe
- Tập 9: Ảnh chân dung vẻ đẹp với hoa
- Tập 10: Ảnh bìa tạp chí Cover